# FFH-Gebiet Lachsau
Das FFH-Gebiet Lachsau ist ein NATURA 2000-Schutzgebiet in Schleswig-Holstein im Kreis Ostholstein in den Gemeinden Schönwalde am Bungsberg, Kasseedorf und Altenkrempe.
Es hat eine Größe von 159 Hektar. Seine größte Ausdehnung liegt mit 7,7 Kilometer in Nordsüdrichtung. Der nördliche Teil des FFH-Gebietes liegt im Naturraum „Bunɡsberggebiet“ (Landschafts-ID 70204). Der restliche Teil liegt im Naturraum „Südost-Oldenburg“ (Landschafts-ID 70206). Beide liegen in der Haupteinheit Ostholsteinisches Hügelland, das wiederum Teil der Naturräumlichen Großregion 2. Ordnung Schleswig-Holsteinisches Hügelland ist. Es liegt geologisch in leicht hügeligem Gelände auf einer Jungmoräne der Weichsel-Kaltzeit. Die höchste Erhebung mit 98 Meter über Normalhöhennull (NHN) liegt an der Nordspitze des FFH-Gebietes Lachsau am Waldrand beim Ortsteil Steinberg in der Gemeinde Schönwalde am Bungsberg. Der niedrigste Bereich liegt auf Meereshöhe im Süden bei der Mündung des Lachsbachs in das Neustädter Binnenwasser, siehe auch Karte 1. Das FFH-Gebiet ist fast vollständig mit Laubwald bedeckt und wird vom Fließgewässer Lachsbach von Nord nach Süd durchflossen.
Das FFH-Gebiet ist von zahlreichen Bächen durchzogen. Zu den größeren Zuflüssen des Lachsbachs zählen innerhalb des FFH-Gebietes in Fließrichtung die Bolandsau, die Kniephagener Au, der Bandorfsgraben und kurz vor der Mündung der Steinbach. Der Lachsbach ist ein Wasserkörper, der laut europäischer Wasserrahmenrichtlinie (WRRL) einer Berichtspflicht gegenüber der europäischen Umweltagentur in Kopenhagen unterliegt. Es handelt sich um den Wasserkörper Lachsbach OL (Fließgewässer)) mit der Kennung DERW_DESH_LUE_03_A. und Teile des Wasserkörpers Lachsbach/Steinbach (Fließgewässer) mit der Kennung DERW_DESH_LUE_03_C, sowie den Wasserkörper Lachsbach Wald (Fließgewässer) mit der Kennung DERW_DESH_LUE_03_B.
| Wasserkörper        | Ökologischer Zustand (gesamt) | Flussgebietsspezifische Schadstoffe mit Überschreitung der Umweltqualitätsnorm (UQN) | Chemischer Zustand (gesamt) | Prioritäre Stoffe mit Überschreitung der Umweltqualitätsnormen (UQN)                                                                  |
| ------------------- | ----------------------------- | ------------------------------------------------------------------------------------ | --------------------------- | --- |
| Lachsbach OL        | unbefriedigend                | Dichlorprop Flufenacet                                                               | nicht gut                   | Bromierte Diphenylether (BDE) Quecksilber und Quecksilberverbindungen                                                                 |
| Lachsbach Wald      | mäßig                         | Silber                                                                               | nicht gut                   | Benzo(a)pyren Bromierte Diphenylether (BDE) Perfluoroktansulfonsäure und ihre Derivate (PFOS) Quecksilber und Quecksilberverbindungen |
| Lachsbach/Steinbach | mäßig                         | Bentazon Mecoprop                                                                    | nicht gut                   | Bromierte Diphenylether (BDE) Quecksilber und Quecksilberverbindungen                                                                 |

Laut Wasserkörpersteckbrief der Bundesanstalt für Gewässerkunde (BfG) ist der ökologische Zustand des Lachsbachs  „mäßig“ bis „ungenügend“ und der chemische Zustand „nicht gut“, siehe Tabelle 1. Bis zum Jahre 2028 muss gemäß WRRL für alle Gewässer in der Europäischen Union ein „guter“ ökologischer und chemischer Zustand erreicht werden. 

## FFH-Gebietsgeschichte und Naturschutzumgebung
Der NATURA 2000-Standard-Datenbogen (SDB) für dieses FFH-Gebiet wurde im November 1999 vom Landesamt für Landwirtschaft, Umwelt und ländliche Räume (LLUR) des Landes Schleswig-Holstein erstellt, im Juli 2001 als Gebiet von gemeinschaftlicher Bedeutung (GGB) vorgeschlagen, im September 2004 von der EU als GGB bestätigt und im Januar 2010 national nach § 32 Absatz 2 bis 4 BNatSchG in Verbindung mit § 23 LNatSchG als besonderes Erhaltungsgebiet (BEG) bestätigt. Der SDB wurde zuletzt im Juni 2014 aktualisiert. Der Managementplan (MP) für das FFH-Gebiet wurde am 28. Dezember 2016 veröffentlicht. Mit der Gebietsbetreuung des FFH-Gebietes nach § 20 LNatSchG wurde durch das LLUR noch keine Institution beauftragt (Stand April 2025). Das FFH-Gebiet befindet sich zu 80 Prozent in Privatbesitz. Eine touristische Nutzung findet nicht statt. Hinweistafeln des landesweiten Besucherinformationssystems (BIS) zum FFH-Gebiet sind nicht vorhanden.
Der Lachsbach stellt eine Verbundachse im Biotopverbundsystems des Landes Schleswig-Holstein dar. Im Süden grenzt es an das am 31. Dezember 1984 gegründete Naturschutzgebiet Neustädter Binnenwasser, das sich mit dem europäischen Vogelschutzgebiet NSG Neustädter Binnenwasser überschneidet. Der Nordteil des FFH-Gebietes ist Bestandteil des Naturpark Holsteinische Schweiz sowie des Landschaftsschutzgebietes Bungsberg mit Vorland.

## FFH-Erhaltungsgegenstand

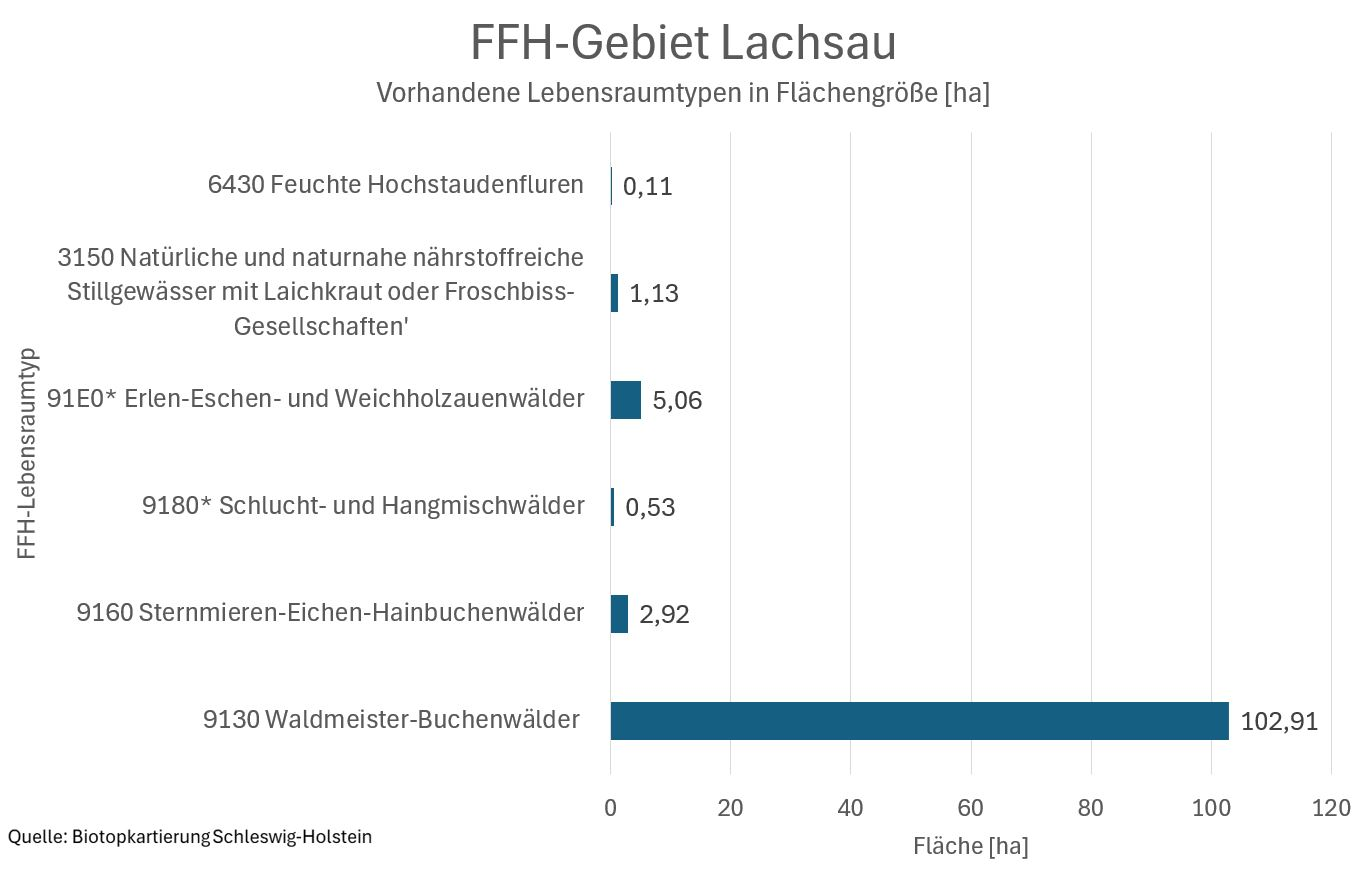
Diagramm 1ː Flächenanteil der FFH-Lebensraumtypen im FFH-Gebiet Lachsau

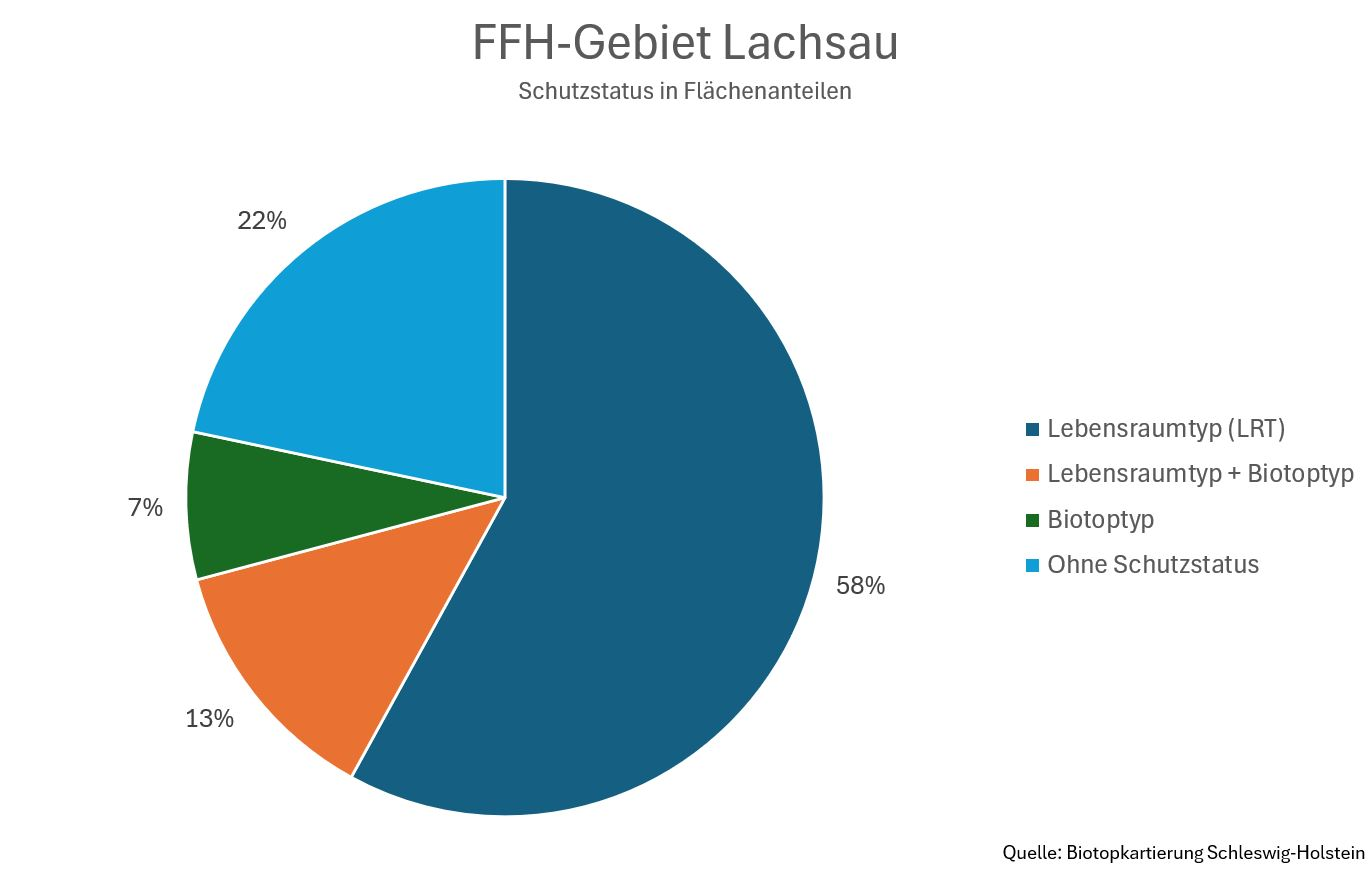
Diagramm 2ː Schutzstatus des FFH-Gebietes Lachsau laut Biotopkartierung

Laut Standard-Datenbogen vom Juni 2014 sind folgende FFH-Lebensraumtypen (LRT) und Arten als FFH-Erhaltungsgegenstände mit den entsprechenden Beurteilungen zum Erhaltungszustand der Umweltbehörde der Europäischen Union gemeldet worden (Gebräuchliche Kurzbezeichnung (BfN)):
FFH-Lebensraumtypen nach Anhang I der EU-Richtlinie:
- 6430 Feuchte Hochstaudenfluren (Gesamtbeurteilung C)[16]

- 9130 Waldmeister-Buchenwälder (Gesamtbeurteilung C)[17]
- 9160 Sternmieren-Eichen-Hainbuchenwälder (Gesamtbeurteilung C)[18]
- 9180* Schlucht- und Hangmischwälder (Gesamtbeurteilung C)[19]
- 91E0* Erlen-Eschen- und Weichholzauenwälder (Gesamtbeurteilung B)[20]

FFH-Gebietsfläche ist fast ausschließlich mit FFH-Lebensraumtypen der Wälder bedeckt, siehe auch Diagramm 1. Im Unterschied zu den Angaben im SDB enthält die Biotopkartierung noch den FFH-LRT 3150 Natürliche und naturnahe nährstoffreiche Stillgewässer mit Laichkraut oder Froschbiss-Gesellschaften. Hier handelt es sich um zwei Stillgewässer von 902 und 223 Quadratmeter.
Gut drei Viertel der gesamten FFH-Gebietsfläche ist entweder mit FFH-Lebensraumtypen oder mit gesetzlich geschützten Biotoptypen bedeckt, siehe Diagramm 2. Bei den gesetzlich geschützten Biotopen handelt es sich im Wesentlichen um sonstige Klein- und Stillgewässer und Sumpfwald.

## FFH-Erhaltungsziele
Aus den oben aufgeführten FFH-Erhaltungsgegenständen werden als FFH-Erhaltungsziele von besonderer Bedeutung die Erhaltung folgender Lebensraumtypen im FFH-Gebiet vom Ministerium für Energiewende, Landwirtschaft, Umwelt und ländliche Räume des Landes Schleswig-Holstein erklärt:
- 6430 Feuchte Hochstaudenfluren

- 9130 Waldmeister-Buchenwälder
- 9180* Schlucht- und Hangmischwälder
- 91E0* Erlen-Eschen- und Weichholzauenwälder

Damit sind bis auf den FFH-LRT 9160 Sternmieren-Eichen-Hainbuchenwälder alle Erhaltungsgegenstände als FFH-Erhaltungsziele übernommen worden.

## FFH-Analyse und Bewertung

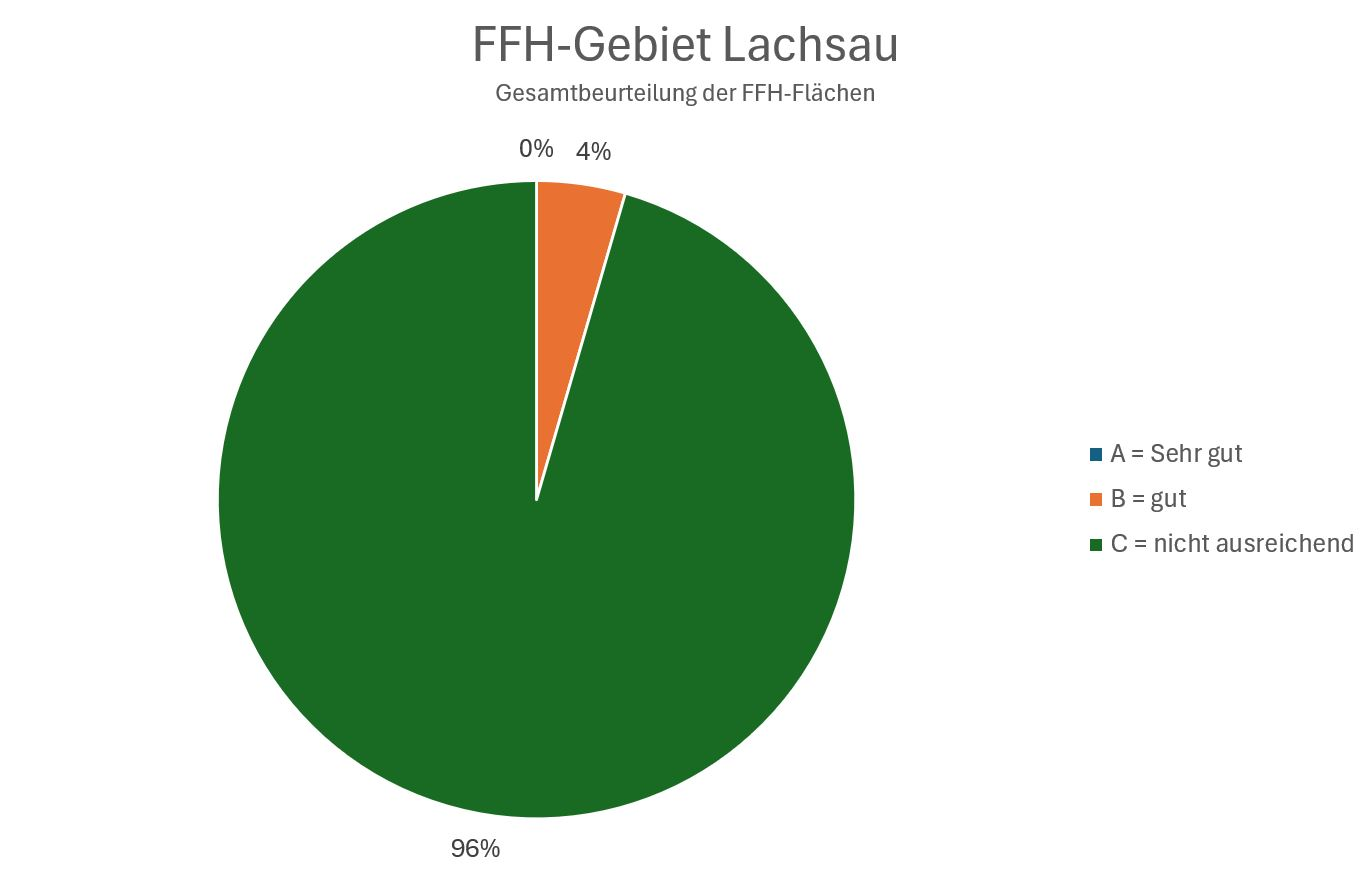
Diagramm 3ː Gesamtbeurteilung der FFH-Lebensraumtypen im FFH-Gebiet Lachsau

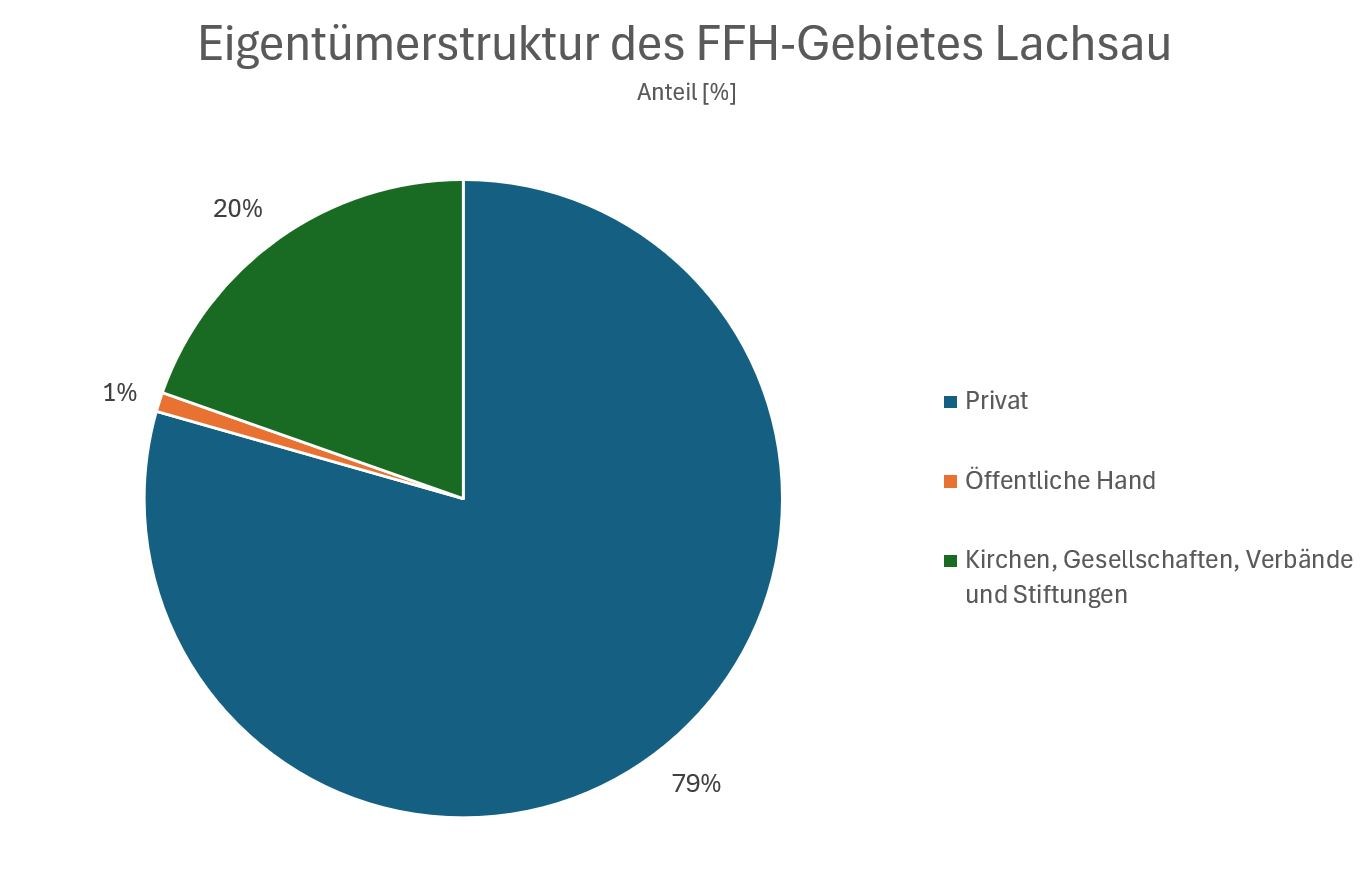
Diagramm 4ː Eigentümerstruktur des FFH-Gebietes Lachsau

Das Kapitel FFH-Analyse und Bewertung im Managementplan beschäftigt sich unter anderem mit den aktuellen Gegebenheiten des FFH-Gebietes und den Hindernissen bei der Erhaltung und Weiterentwicklung der FFH-Lebensraumtypen und Arten. Die Ergebnisse fließen in den FFH-Maßnahmenkatalog ein. Nur der FFH-LRT 91E0* Erlen-Eschen- und Weichholzauenwälder hat im SDB eine gute Gesamtbewertung zugesprochen bekommen, siehe auch Diagramm 3. Allerdings ist der Erhaltungszustand durch das Eschentriebsterben schlecht.
Die ungünstige Bewertung in den Waldmeister-Buchenwäldern und den Schlucht- und Hangmischwäldern begründet sich durch einen zu geringer Anteil an alten Bäumen und Totholz. Dieser Mangel kann nur durch entsprechende Holzwirtschaft für die Zukunft behoben werden.
Die größten Gefährdungen im FFH-Gebiet entstehen durch den hohen Nährstoffüberschuss durch die intensive Landwirtschaft in den Bachläufen außerhalb der Waldgebiete. Die Vorschriften über die Mindestbreite von Gewässerrandstreifen werden oft nicht beachtet. Darüber hinaus ist durch die hohe Zahl von Landbesitzern im FFH-Gebiet die Abstimmung von Erhaltungs- und Entwicklungsmaßnahmen erschwert, siehe Diagramm 4.

## FFH-Maßnahmenkatalog
Der FFH-Maßnahmenkatalog im Managementplan führt neben den bereits durchgeführten Maßnahmen geplante Maßnahmen zur Erhaltung und Entwicklung der FFH-Lebensraumtypen im FFH-Gebiet an. In einer Karte sind die im Zeitraum von 2011 bis 2016 durchgeführte Maßnahmen eingezeichnet.  Hier handelt es sich im Wesentlichen um die Beseitigung von Hindernissen in der Lachsau und deren Zuflüssen für die Wanderung von Fischen zu ihren Laichgründen am Oberlauf. Diese Maßnahmen waren auch eine Forderung der europäischen Wasserrahmenrichtlinie (WRRL). Daneben gibt es eine Karte für die notwendigen Erhaltungsmaßnahmeɳ und eine für die weiteren Entwicklungsmaßnahmen.

## FFH-Erfolgskontrolle und Monitoring der Maßnahmen
Eine FFH-Erfolgskontrolle und Monitoring der Maßnahmen findet in Schleswig-Holstein alle 6 Jahre statt. Die Ergebnisse des letzten Monitorings wurden am 24. Mai 2010 veröffentlicht (Standː August 2025).
Die Europäische Kommission hat im Jahre 2015 die Umsetzung der Richtlinie 92/43/EWG in Deutschland bemängelt (Verfahren-Nr. 2014/2262). In den Managementplänen würden keine ausreichend detaillierten und quantifizierten Erhaltungsziele festgelegt. Am 12. Februar 2020 hat die Kommission der Bundesrepublik Deutschland eine Frist von zwei Monaten gesetzt, die Mängel zu beseitigen. Andernfalls wird der Europäische Gerichtshof (EuGH) angerufen. Die Bundesrepublik Deutschland ist der Aufforderung nicht nachgekommen (Stand August 2021). Die Kommission führt für Schleswig-Holstein fehlende Quantifizier-, Mess- und damit Berichtsfähigkeit an. Schleswig-Holstein konzentriere sich ausschließlich auf die Durchsetzung des Verschlechterungsverbotes nach Artikel 6, Absatz 2 der Richtlinie. Die Stellungnahme des Landes Schleswig-Holstein mit der im Jahre 2006 erfolgten Bekanntgabe der gebietsspezifischen Erhaltungsziele (gEHZ) für die FFH-Vorschlagsgebiete in Schleswig-Holstein bestätige aus Sicht der Europäischen Kommission die angeführten Mängel. Nachdem Deutschland die Mängel nicht fristgerecht abgestellt hat, hat die Europäische Kommission Deutschland beim Europäischen Gerichtshof im Februar 2021 verklagt. Hierzu wurden von der Generalanwältin des EuGH am 20. April 2023 die Schlussanträge gestellt. Am 21. September 2023 hat der EuGH das Urteil gesprochen. Die Bundesrepublik Deutschland hat in drei Punkten der Anklage gegen Europäisches Recht verstoßen und im Übrigen wird die Klage abgewiesen. Die Bundesrepublik Deutschland muss ihre eigenen Verfahrenskosten und die der Europäischen Kommission tragen.
Unabhängig von dem Berichtswesen bezüglich der FFH-Richtlinie wird in Schleswig-Holstein ständig eine Nachkartierung der Biotope des Landes unter Einbeziehung der FFH-Lebensraumtypen durchgeführt. Schwerpunktmäßig werden zum Beispiel im Jahre 2025 vierundzwanzig FFH-Gebiete nachkartiert. Daneben ist eine neue Biotop-Verordnung in Bearbeitung (Stand August 2025).